# Sonya Cortés
Sonya Cortés (nacida el 17 de febrero de 1962) es una bailarina, actriz, comediante, cantante, modelo, y presentadora de TV y radio puertorriqueña. Fue una de las presentadoras en el programa de entrevistas y programa de variedades Anda Pa'l Cara de Univision. Cortés también es cantante de bachata. Ha lanzado tres álbumes. A partir de 2007 también protagonizó en el escenario junto a Francisco Gattorno y Marian Pabón en una obra de comedia. En 2010 se convirtió en la presentadora del programa de Univision "Locas de Atar".
En 2011, Cortés lanzó Mami Sonya Jeans, y un perfume en 2017. A los 61 años, incursionó en la industria de vinos y licores.

## Inicios como bailarina
Cortés comenzó su carrera artística como bailarina profesional en las décadas de 1980 y 1990. Durante este período, trabajó como bailarina de coros para reconocidos artistas puertorriqueños, incluyendo Danny Rivera, Gilberto Santa Rosa, Vico-C y viajaba con Las Estrellas de Fania. También fue bailarina exclusiva de Wilkins y trabajó con Iris Chacón en el grupo Iris Chacón Dancers. Su formación incluyó estudios en la escuela de baile de Vita Medina, donde se desempeñó como profesora de ballet infantil y participó en programas como "Noche de Gala" y "Los Capocómicos". Su experiencia como bailarina le abrió las puertas a otros campos del entretenimiento y le permitió desarrollar una presencia escénica distintiva que caracterizaría su posterior carrera en televisión.
A principios de los años 1990, Cortés trabajó en España durante tres años, inicialmente contratada por un mes que se extendió debido a las oportunidades que surgieron. En el país europeo se desempeñó principalmente como coreógrafa en diversos programas de televisión, incluyendo el programa "Caliente", y trabajó en discotecas durante el boom de la salsa en Europa.

## Carrera en radio
Cortés incursionó en la radio mientras desarrollaba su carrera televisiva. Trabajó en el programa nocturno "De Pecho con Sonia" en la emisora Salsoul durante seis años, en el horario de 7:00 p.m. a 12:00 a.m., con contenido dirigido principalmente a audiencia adulta de 9:00 p.m. a medianoche. Posteriormente trabajó en La X durante cinco años en el turno vespertino de 3:00 p.m. a 7:00 p.m., donde competía directamente con otros programas radiofónicos de gran audiencia.
Cortés comenzó su carrera televisiva como presentadora a finales de la década de 1990, en un programa llamado A fuego de Teleonce (Canal 11). Su transición de bailarina a presentadora ocurrió después de asistir a unas audiciones organizadas por el publicista Julio Núñez. En este programa se caracterizó por su estilo natural y espontáneo, incluyendo sus famosas caídas accidentales que se convirtieron en parte de su marca personal.
Después de cinco años en "A fuego", el productor Tony Mojena la llevó a crear su propio programa titulado "SPOT, solo estrenos...solo estrellas", donde continuó entrevistando artistas con su estilo particular. Posteriormente trabajó en el programa de Univision "Anda Pa'l Cara" y más tarde se convirtió en presentadora de "Locas de Atar" en 2010.

## Carrera en televisión
Cortés también es cantante de bachata. Ha lanzado tres álbumes de estudio: "Decidida" (2000), "Para Tí" (2002), y "Cuando hay Amor" (2005).

## Discografía
| Año  | Información del álbum                                             |
| ---- | ----------------------------------------------------------------- |
| 2000 | Decidida - Año de lanzamiento: 2000 - 1er álbum de estudio        |
| 2002 | Para Tí - Año de lanzamiento: 2002 - 2do álbum de estudio         |
| 2005 | Cuando hay Amor - Año de lanzamiento: 2005 - 3er álbum de estudio |

## Empresaria
Además de su carrera artística, Cortés ha incursionado en varios emprendimientos comerciales. En 2011 lanzó su línea de ropa "Mami Sonya Jeans" y en 2017 introdujo su propia línea de perfumes. A los 61 años, expandió sus negocios al sector de bebidas alcohólicas, desarrollando productos en la industria de vinos y licores como parte de su estrategia de independencia económica y profesional.
En diciembre de 2023, a los 61 años, Cortés anunció la apertura de su cuenta en la plataforma digital OnlyFans, una decisión que tomó como parte de su filosofía de autoemprendimiento y cuidado personal. "El Only de esta doña, sí, mi Only, arranca ya", anunció la artista a través de sus redes sociales. En enero de 2024, Cortés denunció públicamente el robo de contenido de su plataforma, exhortando a sus seguidores a reportar cuentas falsas que estaban cobrando por material sustraído de su perfil oficial.
En 2024, Cortés continúa activa en los medios, realizando apariciones en programas de radio y televisión, incluyendo participaciones en "El Circo de la Mega".

## Vida personal
Cortés estuvo casada con Ediel Varela. En 2022, a los 60 años, celebró su cumpleaños con un viaje de dos semanas a España, visitando Madrid y Barcelona, como una forma de reconectar con sus experiencias como bailarina durante el boom de la salsa en Europa.